# لا ردامپسیون، کبک
لا رِدامپسیون (به فرانسوی: La Rédemption) قصبه‌ای در منطقه شهری لا میتیس ناحیه با-سن-لوران در استان کبک کانادا است. در سرشماری سال ۲۰۱۱ این قصبه ۵۱۴ نفر جمعیت داشته‌است و مساحت آن ۱۱۶٫۲۹ کیلومتر مربع است.